# Districtul Federal Nord-Caucazian
Districtul Federal Nord-Caucazian (în rusă Се́веро-Кавка́зский федера́льный о́круг, Severo-Kavkazski federalinîi okrug) este unul din cele nouă districte federale ale Rusiei. El este situat în sud-vestul extrem al Rusiei, în regiunea Caucazul de Nord. Districtul federal a fost separat de Districtul Federal Sudic la 19 ianuarie 2010.
Populația subiectelor federale din componența districtului federal era de 9.428.826 de locuitori la recensământul din 2010 din Rusia, iar suprafața regiunii e  de 170.700 km2.

## Subiecte federale
| # | Steag | Subiect federal                 | Suprafața în km2. | Populația recensământul din 2010 | Populația estimare la 1 Jan. 2012 | Reședință   |
| - | ----- | ------------------------------- | ----------------- | -------------------------------- | --------------------------------- | ----------- |
| 1 |       | Republica Daghestan             | 50.300            | 2.910.249                        | 2.931.291                         | Mahacikala  |
| 2 |       | Republica Ingușetia             | 3.750             | 412.520                          | 429.458                           | Magas       |
| 3 |       | Republica Kabardino-Balkaria    | 12.500            | 859.939                          | 859.149                           | Nalcik      |
| 4 |       | Republica Karaciai–Cerkesia     | 14.100            | 477.859                          | 474.787                           | Cerkessk    |
| 5 |       | Republica Osetia de Nord–Alania | 8.000             | 712.980                          | 709.398                           | Vladikavkaz |
| 6 |       | Ținutul Stavropol               | 66.500            | 2.786.281                        | 2.786.727                         | Stavropol   |
| 7 |       | Republica Cecenia               | 12.300            | 1.268.989                        | 1.303.423                         | Groznîi     |